# Loligo
Loligo is een geslacht van pijlinktvissen uit de familie Loliginidae.

## Soorten
- Loligo forbesii Steenstrup, 1856
- Loligo reynaudii d'Orbigny [in Ferussac & d'Orbigny], 1839-1841
- Loligo vulgaris Lamarck, 1798

### Nomen dubium
- Loligo bartlingii Lesueur, 1821
- Loligo bouyeri Crosse & P. Fischer, 1862
- Loligo felina Blainville, 1823
- Loligo laticeps Owen, 1835
- Loligo spectrum Pfeffer, 1884
- Loligo uncinata Quoy & Gaimard, 1825

### Synoniemen
- Loligo (Alloteuthis) Wülker, 1920 => Alloteuthis Wülker, 1920
- Loligo (Heterololigo) Natsukari, 1984 => Heterololigo Natsukari, 1984
- Loligo (Heterololigo) bleekeri Keferstein, 1866 => Heterololigo bleekeri (Keferstein, 1866)
- Loligo (Nipponololigo) Natsukari, 1983 => Loliolus (Nipponololigo) Natsukari, 1983
- Loligo (Nipponololigo) beka Sasaki, 1929 => Loliolus (Nipponololigo) beka (Sasaki, 1929)
- Loligo (Nipponololigo) japonica Hoyle, 1885 => Loliolus (Nipponololigo) japonica (Hoyle, 1885)
- Loligo (Nipponololigo) sumatrensis d'Orbigny [in Férussac & d'Orbigny], 1835 => Loliolus (Nipponololigo) sumatrensis (d'Orbigny [in Férussac & d'Orbigny], 1835)
- Loligo (Nipponololigo) uyii Wakiya & Ishikawa, 1921 => Loliolus (Nipponololigo) uyii (Wakiya & Ishikawa, 1921)
- Loligo abulati Adam, 1955 => Uroteuthis (Photololigo) abulati (Adam, 1955)
- Loligo aequipoda Vérany, 1851 => Todarodes sagittatus (Lamarck, 1798)
- Loligo affinis Lafont, 1871 => Loligo vulgaris Lamarck, 1798
- Loligo africana (Adam, 1950) => Alloteuthis africana Adam, 1950
- Loligo alessandrinii Vérany, 1847 => Ancistrocheirus lesueurii (d'Orbigny [in Férussac & d'Orbigny], 1842)
- Loligo arabica (Ehrenberg, 1831) => Uroteuthis (Photololigo) arabica (Ehrenberg, 1831)
- Loligo aspera Ortmann, 1888 => Loliolus (Nipponololigo) uyii (Wakiya & Ishikawa, 1921)
- Loligo banksii Leach, 1817 => Onychoteuthis banksii (Leach, 1817)
- Loligo bartramii Lesueur, 1821 => Ommastrephes bartramii (Lesueur, 1821)
- Loligo beka Sasaki, 1929 => Loliolus (Nipponololigo) beka (Sasaki, 1929)
- Loligo bengalensis Jothinayagam, 1987 => Uroteuthis (Photololigo) bengalensis (Jothinayagam, 1987)
- Loligo berthelotii Vérany, 1839 => Loligo vulgaris Lamarck, 1798
- Loligo bianconii Vérany, 1847 => Onychoteuthis banksii (Leach, 1817)
- Loligo bleekeri Keferstein, 1866 => Heterololigo bleekeri (Keferstein, 1866)
- Loligo brasiliensis Blainville, 1823 => Doryteuthis sanpaulensis (Brakoniecki, 1984)
- Loligo breviceps Steenstrup, 1862 => Loligo vulgaris Lamarck, 1798
- Loligo brevipinna Lesueur, 1824 => Lolliguncula (Lolliguncula) brevis (Blainville, 1823)
- Loligo brevis Blainville, 1823 => Lolliguncula (Lolliguncula) brevis (Blainville, 1823)
- Loligo brevitentaculata Quoy & Gaimard, 1832 => Sthenoteuthis oualaniensis (Lesson, 1830)
- Loligo budo Wakiya & Ishikawa, 1921 => Uroteuthis (Photololigo) edulis (Hoyle, 1885)
- Loligo cardioptera Péron & Lesueur, 1807 => Onykia cardioptera (Péron & Lesueur, 1807)
- Loligo chinensis Gray, 1849 => Uroteuthis (Photololigo) chinensis (Gray, 1849)
- Loligo coindetii Vérany, 1839 => Illex coindetii (Vérany, 1839)
- Loligo cranchii Blainville, 1824 => Cranchia scabra Leach, 1817
- Loligo cylindracea d'Orbigny [in 1834-1847], 1835 => Ommastrephes cylindraceus d'Orbigny [in 1834-1847], 1835
- Loligo diomedeae Hoyle, 1904 => Lolliguncula (Loliolopsis) diomedeae (Hoyle, 1904)
- Loligo duvaucelii d'Orbigny [in Férussac & d'Orbigny], 1835 => Uroteuthis (Photololigo) duvaucelii (d'Orbigny [in Férussac & d'Orbigny], 1835)
- Loligo eblanae Ball, 1841 => Todaropsis eblanae (Ball, 1841)
- Loligo edulis Hoyle, 1885 => Uroteuthis (Photololigo) edulis (Hoyle, 1885)
- Loligo etheridgei Berry, 1918 => Uroteuthis (Photololigo) chinensis (Gray, 1849)
- Loligo forbesi Steenstrup, 1857 => Loligo forbesii Steenstrup, 1856
- Loligo formosana Sasaki, 1929 => Uroteuthis (Photololigo) chinensis (Gray, 1849)
- Loligo fusus Risso, 1826 => Loligo forbesii Steenstrup, 1856
- Loligo gahi d'Orbigny, 1835 => Doryteuthis (Amerigo) gahi (d'Orbigny, 1835)
- Loligo galatheae Hoyle, 1885 => Uroteuthis (Photololigo) duvaucelii (d'Orbigny [in Férussac & d'Orbigny], 1835)
- Loligo gotoi Sasaki, 1929 => Loliolus (Nipponololigo) uyii (Wakiya & Ishikawa, 1921)
- Loligo hardwickei Gray, 1849 => Loliolus (Loliolus) hardwickei (Gray, 1849)
- Loligo hartingii Verrill, 1875 => Architeuthis dux Steenstrup, 1857
- Loligo hemiptera Howell, 1867 => Lolliguncula (Lolliguncula) brevis (Blainville, 1823)
- Loligo illecebrosa Lesueur, 1821 => Illex illecebrosus (Lesueur, 1821)
- Loligo indica Pfeffer, 1884 => Uroteuthis (Photololigo) duvaucelii (d'Orbigny [in Férussac & d'Orbigny], 1835)
- Loligo japonica Hoyle, 1885 => Loliolus (Nipponololigo) japonica (Hoyle, 1885)
- Loligo kensaki Wakiya & Ishikawa, 1921 => Uroteuthis (Photololigo) edulis (Hoyle, 1885)
- Loligo kobiensis Hoyle, 1885 => Loliolus (Nipponololigo) sumatrensis (d'Orbigny [in Férussac & d'Orbigny], 1835)
- Loligo leachii Blainville, 1823 => Leachia cyclura Lesueur, 1821
- Loligo lepturo Leach, 1817 => Enoploteuthis leptura (Leach, 1817)
- Loligo marmorae Vérany, 1839 => Alloteuthis media (Linnaeus, 1758)
- Loligo media (Linnaeus, 1758) sensu Forbes & Hanley, 1853 => Alloteuthis subulata (Lamarck, 1798)
- Loligo mediterranea Targioni-Tozzetti, 1869 => Loligo vulgaris Lamarck, 1798
- Loligo microcephala Lafont, 1871 => Loligo vulgaris Lamarck, 1798
- Loligo moulinsi Lafont, 1871 => Loligo forbesii Steenstrup, 1856
- Loligo neglecta Gray, 1849 => Loligo vulgaris Lamarck, 1798
- Loligo ocula Cohen, 1976 => Doryteuthis (Amerigo) ocula (Cohen, 1976)
- Loligo opalescens Berry, 1911 => Doryteuthis (Amerigo) opalescens (Berry, 1911)
- Loligo oshimai Sasaki, 1929 => Uroteuthis (Photololigo) duvaucelii (d'Orbigny [in Férussac & d'Orbigny], 1835)
- Loligo oualaniensis Lesson, 1830 => Sthenoteuthis oualaniensis (Lesson, 1830)
- Loligo pallida Verrill, 1873 => Doryteuthis (Amerigo) pealeii (Lesueur, 1821)
- Loligo parva Froriep, 1806 => Alloteuthis media (Linnaeus, 1758)
- Loligo patagonica E. A. Smith, 1881 => Doryteuthis (Amerigo) gahi (d'Orbigny, 1835)
- Loligo pavo Lesueur, 1821 => Taonius pavo (Lesueur, 1821)
- Loligo pealei Le Sueur, 1821 => Loligo pealeii Lesueur, 1821
- Loligo pealeii Lesueur, 1821 => Doryteuthis (Amerigo) pealeii (Lesueur, 1821)
- Loligo pealii Verrill, 1874 => Doryteuthis (Amerigo) pealeii (Lesueur, 1821)
- Loligo pickfordi (Adam, 1954) => Uroteuthis pickfordae (Adam, 1954)
- Loligo picteti Joubin, 1894 => Idiosepius picteti (Joubin, 1894)
- Loligo pillae Vérany, 1851 => Illex coindetii (Vérany, 1839)
- Loligo pironneauii Souleyet, 1852 => Ommastrephes caroli (Furtado, 1887)
- Loligo piscatorum La Pylaie, 1825 => Illex illecebrosus (Lesueur, 1821)
- Loligo plagioptera Souleyet, 1852 => Onykia carriboea Lesueur, 1821
- Loligo pleii Blainville, 1823 => Doryteuthis pleii (Blainville, 1823)
- Loligo pulchra Blainville, 1823 => Loligo vulgaris Lamarck, 1798
- Loligo punctata DeKay, 1843 => Doryteuthis (Amerigo) pealeii (Lesueur, 1821)
- Loligo rangii Ferussac, 1835 => Loligo vulgaris Lamarck, 1798
- Loligo roperi Cohen, 1976 => Doryteuthis roperi (Cohen, 1976)
- Loligo sagitta Blainville, 1828 => Todarodes sagittatus (Lamarck, 1798)
- Loligo sagittata Lamarck, 1798 => Todarodes sagittatus (Lamarck, 1798)
- Loligo sanpaulensis Brakoniecki, 1984 => Doryteuthis sanpaulensis (Brakoniecki, 1984)
- Loligo sepiacea Blainville, 1824 => Loligo sepioidea Blainville, 1823
- Loligo sepioidea Blainville, 1823 => Sepioteuthis sepioidea (Blainville, 1823)
- Loligo sepiola Blainville, 1828 => Sepiola rondeletii Leach, 1817
- Loligo sibogae (Adam, 1954) => Uroteuthis (Photololigo) sibogae (Adam, 1954)
- Loligo singhalensis Ortmann, 1891 => Uroteuthis (Photololigo) singhalensis (Ortmann, 1891)
- Loligo smythii Leach, 1817 => Enoploteuthis leptura (Leach, 1817)
- Loligo spiralis de Férussac, 1823 => Alloteuthis subulata (Lamarck, 1798)
- Loligo stearnsii Hemphill, 1892 => Doryteuthis (Amerigo) opalescens (Berry, 1911)
- Loligo subulata Lamarck, 1798 => Alloteuthis subulata (Lamarck, 1798)
- Loligo sumatrensis Appellöf, 1886 (non d'Orbigny, 1839) => Loliolus (Nipponololigo) beka (Sasaki, 1929)
- Loligo sumatrensis d'Orbigny [in Férussac & d'Orbigny], 1835 => Loliolus (Nipponololigo) sumatrensis (d'Orbigny [in Férussac & d'Orbigny], 1835)
- Loligo surinamensis Voss, 1974 => Doryteuthis (Amerigo) surinamensis (Voss, 1974)
- Loligo tago Sasaki, 1929 => Loliolus (Nipponololigo) uyii (Wakiya & Ishikawa, 1921)
- Loligo tetradynamia Ortmann, 1888 => Loliolus (Nipponololigo) japonica (Hoyle, 1885)
- Loligo todarus Rafinesque, 1814 => Todarodes sagittatus (Lamarck, 1798)
- Loligo touchardii Souleyet, 1852 => Ommastrephes bartramii (Lesueur, 1821)
- Loligo urceolata Risso, 1854 => Alloteuthis media (Linnaeus, 1758)
- Loligo urceolatus Risso, 1854 => Alloteuthis media (Linnaeus, 1758)
- Loligo uyii Wakiya & Ishikawa, 1921 => Loliolus (Nipponololigo) uyii (Wakiya & Ishikawa, 1921)
- Loligo vanikoriensis Quoy & Gaimard, 1832 => Sthenoteuthis oualaniensis (Lesson, 1830)
- Loligo vitreus Rang, 1837 => Ommastrephes cylindraceus d'Orbigny [in 1834-1847], 1835
- Loligo vossi Nesis, 1982 => Uroteuthis (Photololigo) vossi (Nesis, 1982)
- Loligo yokoyae Ishikawa, 1926 => Loliolus (Nipponololigo) sumatrensis (d'Orbigny [in Férussac & d'Orbigny], 1835)